# Arceuthobium apachecum
Arceuthobium apachecum é uma planta parasita encontrada nos ramos de pinheiros no Arizona, Novo México e Coahuila. Tem hastes verde-amareladas de até 7 cm de altura